# Guess Who's Back?
Albums de 50 Cent
Power of the Dollar
(2000) Get Rich or Die Tryin'
(2003)
Guess Who's Back? est une mixtape de 50 Cent, sortie le 26 avril 2002 sur le label indépendant Full Clip Records.
L'album s'est classé 1er au Top Independent Albums, 4e au Heatseekers, 13e au Top R&B/Hip-Hop Albums et 28e au Billboard 200.

## Liste des titres
| No  | Titre                                         | Contient un (des) sample(s) de | Durée |
| --- | --------------------------------------------- | --- | ----- |
| 1.  | Killa Tape (Intro)                            | I Cry de Millie Jackson | 2:58  |
| 2.  | Rotten Apple                                  | | 3:08  |
| 3.  | Drop (skit)                                   | | 0:16  |
| 4.  | That's What's Up (featuring G-Unit)           | | 4:09  |
| 5.  | U Not Like Me                                 | | 4:10  |
| 6.  | 50 Bars                                       | I Can't See Nobody de Nina Simone | 3:33  |
| 7.  | Life's on the Line                            | | 3:38  |
| 8.  | Get out the Club                              | Now That We Found Love du B.T. Express | 4:22  |
| 9.  | Be a Gentleman                                | God Rest Ye Merry, Gentlemen (Traditionnel) Feelin' It de Jay-Z featuring Mecca Can I Live de Jay-Z Streets Is Watching de Jay-Z                                                     | 2:40  |
| 10. | Fuck You                                      | John Blaze de Fat Joe et Big Pun featuring Jadakiss, Nas et Raekwon When a Man Loves a Woman de Reuben Howell Reservoir Dogs de Jay-Z featuring The LOX, Beanie Sigel et Sauce Money | 3:55  |
| 11. | Too Hot (featuring Nas et Nature)             | Ever Lovin' Sam d'Odyssey Time's Up d'O.C. Shark Niggas (Biters) de Raekwon featuring Ghostface Killah                                                                               | 3:45  |
| 12. | Who U Rep With (featuring Nas et Bravehearts) | | 4:21  |
| 13. | Corner Bodega                                 | I Want'a Do Something Freaky to You de Leon Haywood | 1:34  |
| 14. | Ghetto Qua ran                                | Stop, Look, Listen (To Your Heart) de Diana Ross et Marvin Gaye Ooh-Yeah de Lee Ritenour                                                                                             | 4:29  |
| 15. | As the World Turns (featuring Bun B)          | Ooh Boy de Rose Royce | 4:20  |
| 16. | Whoo Kid Freestyle (featuring G-Unit)         | You're Good My Child de Diana Ross | 1:15  |
| 17. | Stretch Armstrong Freestyle                   | Reverse de Puff Daddy, Busta Rhymes, Sauce Money et Redman featuring Shyne, G. Dep et Cee-Lo Green                                                                                   | 1:19  |
| 18. | Doo Wop Freestyle                             | Symphony 2000 d'EPMD featuring Method Man, Redman et Lady Luck | 2:25  |